# Norsia
Norsia là một chi bướm đêm thuộc họ Geometridae.